# شرکت تسویه وجوه
شرکت تسویه وجوه اصطلاحاً به شرکتی گفته می‌شود که در سیستم‌های مالی و بانکی وظیفه تسویه کردن قراردادها و خرید و فروش انواع اوراق بهادار را برعهده دارد.